# Wesley Simina
Wesley W. Simina (ur. 10 września 1961) – mikronezyjski polityk.
Od 19 kwietnia 2005 funkcję gubernatora stanu Chuuk. W 2009 uzyskał reelekcję, pokonując Giliana N. Doone'a, syna byłego gubernatora Gideona Doone'a. Zasiada w Radzie Gubernatorów Pacific Islands Development Bank. 27 lipca 2011, w związku z objęciem mandatu senatora zrezygnował ze stanowiska gubernatora.
11 maja 2023 wybrany przez parlament na stanowisko prezydenta Mikronezji.